# Canton d'Évry-Sud
Le canton d’Évry-Sud est une ancienne division administrative et circonscription électorale française située dans le département de l’Essonne et la région Île-de-France.

## Géographie

### Situation
| Type d’occupation           | Pourcentage | Superficie (en hectares) |
| --------------------------- | ----------- | ------------------------ |
| Espace urbain construit     | 47,3 %      | 1 223,84                 |
| Espace urbain non construit | 19,0 %      | 491,07                   |
| Espace rural                | 33,8 %      | 874,39                   |
| Source : Iaurif             |             |                          |

Le canton d’Évry-Sud était organisé autour de la commune d’Évry dans l’arrondissement d'Évry. Son altitude variait entre trente-deux mètres à Évry et quatre-vingt-quinze mètres à Bondoufle, pour une altitude moyenne de soixante-treize mètres. Il comporte la totalité du territoire de Bondoufle et Lisses augmenté de la moitié du territoire d’Évry situé au sud de l’axe du boulevard de l’Europe, du boulevard de France, de l’avenue de la Préfecture, du boulevard du Maréchal Leclerc, de l’avenue du Maréchal Juin et de l’avenue du Général Patton.

### Composition
Le canton de Évry-Sud comptait trois communes :
| Communes  | Population (2012) | Code postal | Code Insee  |
| --------- | ----------------- | ----------- | ----------- |
| Bondoufle | 9 298 hab.        | 91070       | 91 2 10 086 |
| Évry      | 52 135 hab.       | 91000       | 91 2 97 228 |
| Lisses    | 7 173 hab.        | 91090       | 91 2 10 340 |

### Démographie
| 1968   | 1975   | 1982   | 1990   | 1999   | 2006   | 2010   |
| ------ | ------ | ------ | ------ | ------ | ------ | ------ |
| 11 871 | 27 487 | 47 005 | 37 345 | 41 054 | 42 753 | 42 157 |

### Pyramide des âges
| Hommes | Classe d’âge | Femmes |
| ------ | ------------ | ------ |
| 0,1    | 90 ans ou +  | 0,5    |
| 2,2    | 75 à 89 ans  | 3,5    |
| 12,5   | 60 à 74 ans  | 12,6   |
| 22,8   | 45 à 59 ans  | 23,3   |
| 20,9   | 30 à 44 ans  | 22,4   |
| 20,3   | 15 à 29 ans  | 17,7   |
| 21,2   | 0 à 14 ans   | 20,0   |

| Hommes | Classe d’âge | Femmes |
| ------ | ------------ | ------ |
| 0,3    | 90 ans ou +  | 0,8    |
| 4,4    | 75 à 89 ans  | 6,7    |
| 11,3   | 60 à 74 ans  | 11,9   |
| 19,9   | 45 à 59 ans  | 20,0   |
| 21,9   | 30 à 44 ans  | 21,4   |
| 20,6   | 15 à 29 ans  | 19,2   |
| 21,7   | 0 à 14 ans   | 20,0   |

## Historique
Le canton d’Évry fut créé par le décret ministériel no 67-589 du 22 juillet 1967, il regroupait à l’époque les communes de Courcouronnes, Étiolles, Évry, Lisses et Soisy-sur-Seine. Un nouveau décret ministériel du 7 décembre 1975 lui enlevait les communes d’Étiolles et Soisy-sur-Seine au profit du nouveau canton de Saint-Germain-lès-Corbeil et lui ajoutait la commune de Bondoufle au détriment du canton de Ris-Orangis. Un nouveau décret daté du 24 janvier 1985 découpait le territoire de la commune d’Évry en deux pour créer le canton d'Évry-Nord avec la commune de Courcouronnes, ne laissant que la moitié d’Évry et Lisses et Bondoufle pour le canton d’Évry qui devenait alors le canton d’Évry-Sud.

## Représentation
| Période | Période      | Identité            | Étiquette | Qualité                                                         |
| ------- | ------------ | ------------------- | --------- | --------------------------------------------------------------- |
| 1985    | 1998         | Henry Marcille      | RPR       | Maire de Bondoufle (1953 → 2000)                                |
| 1998    | janvier 2002 | Jean-Pierre Vervant | DVG-PS    | Expert-Comptable Maire de Lisses (1965 → 2001) Mort en fonction |
| 2002    | 2015         | Francis Chouat      | PS        | Maire d’Évry, premier vice-président du conseil général         |

### Résultats électoraux
Élections cantonales, résultats des deuxièmes tours :
- Élections cantonales de 1992 : 50,90 % pour Henry Marcille (RPR), 49,10 % pour Jean-Pierre Vervant (PS), 56,69 % de participation[10].
- Élections cantonales de 1998 : 68,43 % pour Jean-Pierre Vervant (PS), 31,57 % pour Gillette Gruere (FN), 48,18 % de participation[11].
- Élections cantonales de 2004 : 58,23 % pour Francis Chouat (PS), 41,77 % pour Jean Hartz (UMP), 63,81 % de participation[12].
- Élections cantonales de 2011 : 69,31 % pour Francis Chouat (PS), 30,69 % pour Camille Houeix (FN), 39,46 % de participation[13].

## Économie

### Emplois, revenus et niveau de vie
| Répartition des emplois par catégories socioprofessionnelles en 2006. |              |                                           |                                                   |                            |                          |                           |
|                                                                       | Agriculteurs | Artisans, commerçants, chefs d’entreprise | Cadres et professions intellectuelles supérieures | Professions intermédiaires | Employés                 | Ouvriers                  |
| Canton d’Évry-Sud                                                     | 0,1 %        | 3,1 %                                     | 21,0 %                                            | 29,7 %                     | 19,6 %                   | 26,5 %                    |
| Département de l’Essonne                                              | 0,2 %        | 4,5 %                                     | 22,1 %                                            | 27,7 %                     | 27,6 %                   | 17,9 %                    |
| Moyenne nationale                                                     | 2,2 %        | 6,0 %                                     | 15,4 %                                            | 24,6 %                     | 28,7 %                   | 23,2 %                    |
| Répartition des emplois par secteurs d’activités en 2006.             |              |                                           |                                                   |                            |                          |                           |
|                                                                       | Agriculture  | Industrie                                 | Construction                                      | Commerce                   | Services aux entreprises | Services aux particuliers |
| Canton d’Évry-Sud                                                     | 0,3 %        | 21,8 %                                    | 7,5 %                                             | 27,7 %                     | 18,1 %                   | 3,7 %                     |
| Département de l’Essonne                                              | 0,8 %        | 11,5 %                                    | 6,1 %                                             | 15,4 %                     | 18,8 %                   | 6,4 %                     |
| Moyenne nationale                                                     | 3,5 %        | 15,2 %                                    | 6,4 %                                             | 13,3 %                     | 13,3 %                   | 7,6 %                     |
| Sources : Insee,                                                      |              |                                           |                                                   |                            |                          |                           |